# ブレット・キャメロタ
ブレット・キャメロタ（Brett Camerota、1985年1月9日 - ）は、アメリカ合衆国ユタ州ソルトレイクシティ出身のノルディック複合選手。双子の兄弟エリック・キャメロタもノルディック複合オリンピック代表選手である。

## プロフィール
キャメロタはPark City Nordic Ski Clubに所属し、2002年3月にワールドカップBにデビュー、2003年、2004年、2005年のノルディックスキージュニア世界選手権に出場したものの個人種目では最高位が21位だった。
2006年1月29日にゼーフェルト（オーストリア）の個人グンダーセンでノルディック複合・ワールドカップにデビュー（28位）した。
2006年トリノオリンピック代表に選ばれたもののグンダーセン38位に終わり、2007年ノルディックスキー世界選手権でもグンダーセン31位だった。
2010年バンクーバーオリンピック団体でトッド・ロドウィック、ビル・デモン、ジョニー・スピレーンとともに銀メダルを獲得した。